# فوميكو هاياشي
فوميكو هاياشي (باليابانية: 林 文子، بالروماجي: Hayashi Fumiko؛ 5 مايو 1946)، هي سياسية يابانية تشغل حاليا منصب عمدة يوكوهاما، عاصمة محافظة كاناغاوا في اليابان. وتعتبر أول امرأة تشغل منصب عمدة المدينة. وقد شملت أدوارها السابقة رئيسة بي إم دابليو طوكيو، رئيسة نيسان طوكيو لبيع السيارات، الرئيسة والمديرة التنفيذية لسلسلة محلات السوبرماركت اليابانية دايي. وقالت هاياشي لصحيفة نيكي الأسبوعية: «اعتقدت أنني سأكون قادرة على خلق مثال على النجاح في التعاون بين الذكور والإناث.»
في عام 2006، صنفت في المرتبة 39 كأقوى امرأة في العالم من طرف مجلة فوربس، وهي أعلى رتبة لامرأة يابانية. تم انتخابها كرئيسة لبلدية يوكوهاما في عام 2009 عقب الاستقالة المفاجئة لرئيس البلدية السابق هيروشي ناكادا.

## مشوارها الشخصي
تخرجت هاياشي من مدرسة طوكيو متروبوليتان أوياما الثانوية في عام 1965، وعملت في «تويو رايون» (الآن توراي للصناعات) وهي شركة نسيج يابانية. وأصبحت مندوبة مبيعات لدى هوندا عام 1977، عندما كانت في الحادية والثلاثين من عمرها. وكان من النادر أن تعمل امرأة في اليابان في صناعة السيارات، خاصة في دور المبيعات. ومع ذلك، في عامها الأول كانت أفضل مندوب مبيعات. بعد عشر سنوات في هوندا، سعيت هاياشي لدور مع بي إم دابليو طوكيو. على الرغم من أن الشركة رفضت في البداية، إلا أنها كتبت خطابًا من سبع صفحات إلى شركة بي إم دابليو طوكيو، موضحةً سبب تعيينها. وفي عام 1987، بعد خمسة أشهر من تقديم طلبها الأول، وظفتها الشركة. خلال شهر واحد من انضمامها، أصبحت أفضل مندوب مبيعات في شينجوكو، صالة العرض الرئيسية لشركة BMW طوكيو. وطلبت الشركة فيما بعد منها إدارة أضعف صالة عرض في طوكيو. وبعد ذلك، انتقلت للعمل مع فهرن طوكيو، التي أصبحت فولكس فاجن. ازدادت المبيعات السنوية للوكالة بأكثر من الضعف خلال فترة ولايتها البالغة أربع سنوات. بحلول عام 1999، تم تعيينها رئيسة للشركة. في عام 2003، عادت إلى BMW طوكيو كرئيسة لها.
بعد عامين انتقلت فوميكو من صناعة السيارات إلى تجارة التجزئة، وأصبحت رئيسة ومديرة تنفيذية لشركة دايي. وهي شركة تجزئة يابانية كبيرة. وقد شهدت حياتها المهنية التالية عودتها إلى قطاع السيارات كمسئولة تشغيل في نيسان، ثم تعيينها رئيسة لشركة نيسان طوكيو لبيع السيارات في يونيو 2008.

## المشوار السياسي
تم انتخاب هاياشي في منصب العمدة الثلاثين ليوكوهاما في 30 أغسطس 2009، عقب الاستقالة المفاجئة لرئيس البلدية السابق هيروشي ناكادا. حصلت على 910297 صوتًا، أي ما يزيد عن 35000 صوتًا للمرشح الثاني. أعيد انتخابها في 25 أغسطس 2013، وفازت على مرشحين آخرين من الحزب الشيوعي الياباني بنسبة 29.28٪ من الأصوات.

## مناصب أخرى
عمل هاياشي أيضا كعضوة في مجلس المساواة بين الجنسين التابع لمكتب اليابان، وعضوة مخصصة في مجلس أبحاث نظام الحكم المحلي الثلاثين.
وهي تعمل حاليًا كرئيسة جمعية العمداء للمدن المعينة، وعضو لجنة السياسات الثقافية، ومجلس الشؤون الثقافية، ووكالة الشؤون الثقافية في اليابان، وأستاذة تابعة لكلية طوكيو جوجاكان.
تم اختيار هاياشي للعديد من الجوائز والأوسمة في اليابان والخارج. في عام 2006، صنفت مجلة فوربس هاياشي في المرتبة 39 كأقوى امرأة في العالم، وهي أعلى رتبة لامرأة يابانية. وفي العام نفسه، تم اختيارها في المرتبة الأولى في فئة «إنشاء الوظائف» في «المرأة للعام 2006» لمجلة نيكاي للمرأة. في عام 2008، صنفت فورتشن هاياشي من ضمن «أقوى 50 امرأة في مجال الأعمال: الدولية».